# Pongsukerk

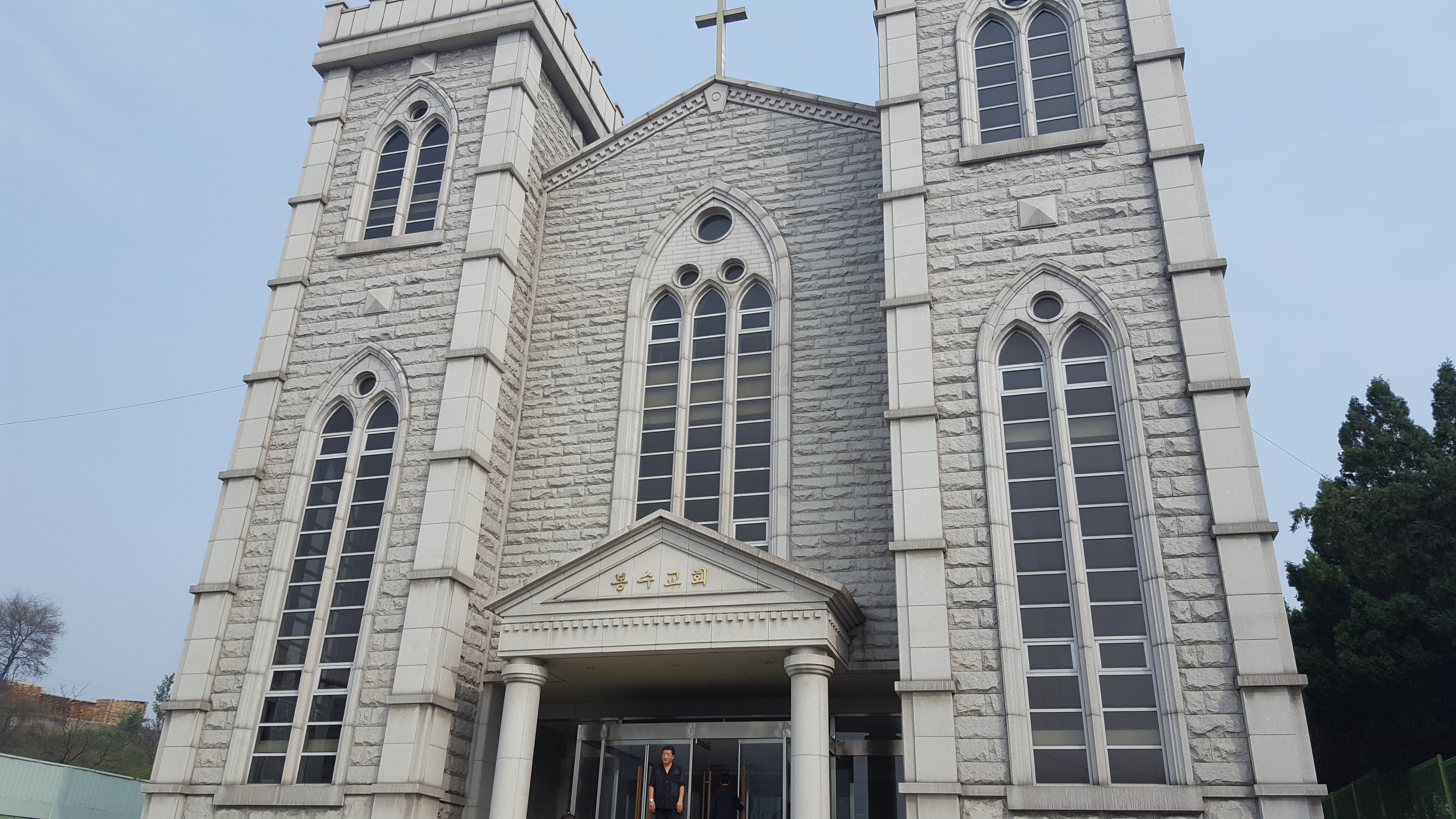
Pongsukerk

De Pongsukerk (ook wel Bongsukerk) (Koreaans: 봉수교회) is een van de vier officiële kerkgebouwen in de Noord-Koreaanse hoofdstad Pyongyang. De Pongsukerk is tevens een van de twee protestantse kerken in de stad (de andere is de Chilgolkerk). De kerk staat in de wijk Mangjong-dae.

## Geschiedenis
Vóór 1946 stond Pyongyang bekend als het "Koreaanse Jeruzalem" vanwege het grote aantal christelijke gelovigen. 1/6 van de totale bevolking van de stad was christen. Het stalinistische beleid van de communistische overheid maakte echter een einde aan de godsdienstvrijheid. Tijdens de Koreaanse Oorlog gingen veel kerken verloren, die nadien niet meer werden opgebouwd.
De Pongsukerk werd in augustus 1988 gebouwd in opdracht van de communistische regering. De kerk is 3000 vierkante meter groot en biedt ruimte aan meer dan 450 gelovigen. De kerk behoort niet toe aan enige denominatie maar er bestaat een partnerschap met de Presbyteriaanse Kerk van (Zuid-)Korea. Er worden wekelijks, op zondag kerkdiensten gehouden die worden bezocht door ca. 300 - meest oudere (40+) - gelovigen. Ook zouden er kerkdiensten worden gehouden op Kerstmis, Pasen en Pinksteren. Aan de kerk is een seminarie verbonden. In 2002 telde dit seminarie twaalf studenten. 
Tijdens de kerkdiensten wordt gebruikgemaakt van de in de jaren 1980 verschenen Bijbelvertaling (herzien in 1990) en een liedboek dat 400 pagina's telt.
In 1992 en in 1994 preekte de Amerikaanse evangelist Billy Graham in de Pongsukerk. In 2008 preekte diens zoon Franklin in de kerk.

## Voorgangers
De kerk telt twee dominees, Son Xiasun (pastor) en Zhang Sheng-fu (plaatsvervangend pastor). Verder telt de kerk ouderlingen en 25 diakenen. 
De Pongsukerk beschikt ook over een dertig leden tellend koor. De leiding van de kerk is volledig in handen van de Koreaanse Christelijke Federatie (KCF).

## Exterieur en interieur
De kerk "voldoet" aan het beeld dat veel mensen hebben van een kerkgebouw. Het interieur is sober. Wat opvalt is de eikenhouten betimmering. Op het liturgisch centrum bevinden zich de ambo en een avondmaalstafel met op de grijze bakstenen achterwand een groot geschilderd kruis. Een orgel ontbreekt. Muzikale begeleiding geschiedt middels een piano.

## Verwijzingen
1. 1 2  http://wwrn.org/articles/17243/?&place=north-south-korea&section=christianity
2. ↑  https://sites.google.com/site/nzdprksociety/pongsu-church
3. ↑  http://wikimapia.org/10405301/Pongsu-Protestant-Church